# Instituto Catalán del Suelo
El Instituto Catalán del Suelo (Institut Català del Sòl, INCASÒL) es una empresa pública dependiente del departamento de Territorio y Sostenibilidad de la Generalidad de Cataluña, creada el 16 de diciembre de 1980 mediante la ley 4/1980 del Parlamento de Cataluña, como organismo autónomo de carácter comercial, pero en 2000 fue configurado como un ente público. La sede se encuentra en la calle Córcega n.º 273 de Barcelona.
Tiene como tarea principal la urbanización de suelo por actividades económicas, por usos residenciales y la promoción de vivienda de protección oficial de la Generalidad de Cataluña. Actúa concertadamente con el territorio y ha formado varios Consorcios Urbanísticos con ayuntamientos para el desarrollo de su actividad de transformación de suelo. destacan los Consorcio del Parque del Amanecer conocido internacionalmente como Barcelona Synchrotron Park, donde ha ubicado el sincrotrón Alba, a Cerdanyola, el parque aeroespacial y de la movilidad Delta BCN en Viladecans, el Centro Direccional Prado Norte al Prado de Llobregat, Las Camposines con ocho municipios de las Tierras del Ebro, el de Rocarodona en Olvan o el Ensanche Norte en Villanueva y Geltrú.
Asimismo, por encargo del gobierno realiza la rehabilitación del patrimonio histórico. Actúa de acuerdo con un Plan Económico Financiero de inversión y financiación a partir de los objetivos que le designa el Gobierno a través de su Consejo de Administración. El régimen de contratación está sujeto a las normas de la contratación pública. El actual director es Francesc Damià Calvet y Valera.